# Eternal Champions
Eternal Champions är ett man mot man-fightingspel utvecklat av Sega Interactive Development Division, och utgivet 1993. Spelet var ett av få man mot man-fightingspel att släppas direkt till hemkonsol, i stället för att som många andra liknande spel börja som arkadspel och sedan porteras till hemkonsolerna.
Man kan välja mellan karaktärer som katten/tjuven Larcen, cirkusakrobaten Jetta, futuristiske prisjägaren Blade, vampyren Midknight, cyborgen Rax, yrkesmördaren Shadow, neanderthalmänniskan Slash, Atlantis-krigaren Trident, och trollkarlen/alkemisten Xavier.

### Fotnoter
1. ↑  ”Eternal Champions” (på engelska). Mobygames. 12 mars 1993. http://www.mobygames.com/game/eternal-champions. Läst 7 juni 2014.